# Geir Henæs
Geir Olav Henæs (Moss, 3 settembre 1955) è un ex calciatore norvegese, di ruolo attaccante, principalmente come ala destra.

## Carriera

### Club
Henæs giocò con la maglia del Moss dal 1977 al 1988. Fece parte della squadra che vinse il campionato 1987.

### Nazionale
Conta 3 presenze per la Norvegia. Esordì il 16 maggio 1979, subentrando a Torbjørn Svendsen nel pareggio a reti inviolate contro l'Irlanda.

## Palmarès

### Club

#### Competizioni nazionali
- Coppa di Norvegia: 1

Moss: 1983
- Campionato norvegese: 1

Moss: 1987